# Josse Bade
Pour les articles homonymes, voir Bade et Badius.
Josse Bade ou Jodocus Badius Ascensius (Gand, Pays-Bas bourguignons, 1461 ou 1462 - Paris, décembre 1535), connu en son temps sous la marque Iodoco Badio Ascensio, est un important imprimeur et libraire ayant principalement exercé en France, d'abord à Lyon puis à Paris, où son imprimerie porte le nom de Prelum (ou Proelum) Ascensianum. Via sa fille, Perrette, et son fils Conrad, il s'associe à l'entreprise de Robert Estienne, entre autres.

## Biographie

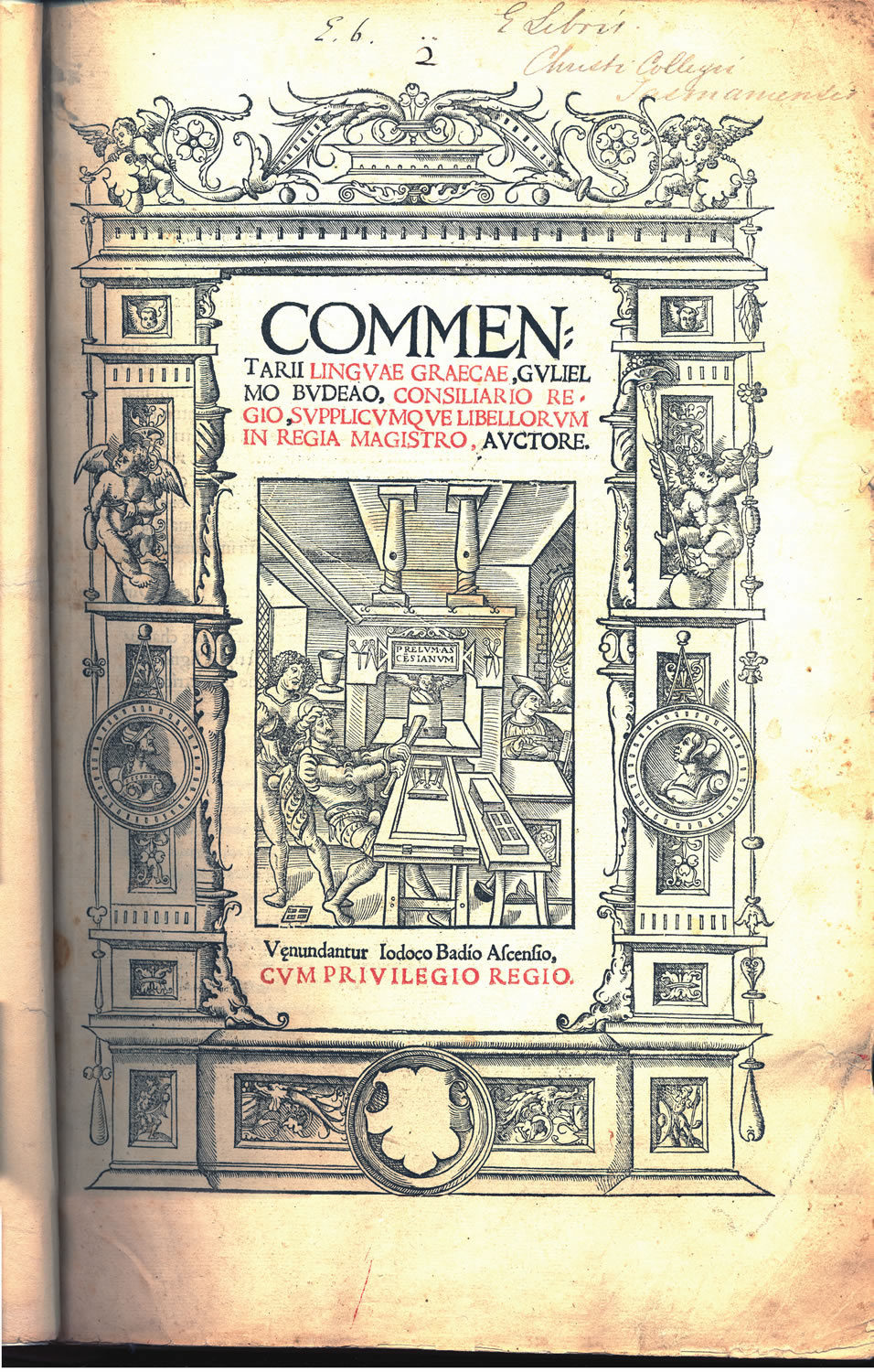
Le Commentarii Linguae Graecae de Guillaume Budé, imprimé en 1529 avec des encadrements attribués au « Maître de François de Rohan » : à noter, au centre, le Prælum Ascenscianum, la marque gravée de Bade, quatre hommes autour d'une presse typographique.

Josse Bade, qui latinisa son nom en Jodocus Badius Ascensius, est probablement né à Gand où il entame chez les Frères de la vie commune ses études, qu'il poursuit à l'université de Louvain.
Après un séjour en Italie du nord, et un passage par Valence, il professe les belles-lettres à Lyon à partir de 1492, et y travaille comme correcteur et conseiller littéraire auprès des premiers éditeur de la ville jusqu'en 1498. Il œuvre tout d'abord pour Jean Trechsel (?-1498), dont il épouse la fille Thalie, en aidant à la parution d'une édition des Comédies de Térence (1493). Il est actif également avec Étienne Gueynard et Simon Vincent.
Il monte à Paris, mène une carrière d'érudit, puis y ouvre, en 1503, son propre atelier d'imprimerie, d'abord rue des Carmes, puis rue Saint-Jacques, d'où est sortie un grand nombre d'éditions de qualité, soit près de 800 titres toutes éditions confondues en trente-trois ans d'exercice, ce qui est considérable : il faut dire qu'il travailla en association avec d'autres libraires, dont Jean Petit père (?-1540) et fils (?-1533). Mais aussi avec des typographes comme Gérard de Vercel qui était également son correcteur. Sa marque typographique en page de titre représente un atelier d'imprimerie.
Grand humaniste, il publie lui-même ses propres écrits, entre autres Navicula stultarum mulierum, vers 1500 (traduit en français dès 1501 par Jean Drouyn). Il est, entre autres, l'éditeur d'un incunable dès plus recherchés, Stultifera navis (Fribourg, 1497). Il a commenté Virgile (Opera Vigiliana cum decem commentis dicte et familiariter exposita, Lyon, Jacques Mareschal, 1527), et publié nombre de textes antiques. Parmi ses contemporains, il édita Érasme, Guillaume Budé, Charles de Bovelles, Symphorien Champier, et quelques italiens. Pédagogue, il renouvelle l'édition des manuels de grammaire, et c'est lui qui introduit en France le célèbre dictionnaire d'Ambrogio Calepino, le « Calepin » (1509-1520).

### Vie privée
Père de neuf enfants, Josse Bade a pour gendre Robert Estienne qui épousa en 1526 sa fille Perrette Bade, et Michel Vascosan qui épousa sa fille Catherine. Son second fils, Conrad Bade (1520-1562), fut également imprimeur, mais, trop jeune, ne put reprendre la succession de son père : c'est Vascosan qui poursuivit cette œuvre en réutilisant la marque pendant un temps.

### Navis stultiferae collectanea
Imprimé à Paris en 1507 par Bade en partenariat avec Enguilbert, Jean & Geoffroy de Marnef, voici trois pages, contenant des gravures sur bois, extraites de cet ouvrage rarissime (issu du fonds Wellcome Trust), inspiré de La Nef des fous (1494) :

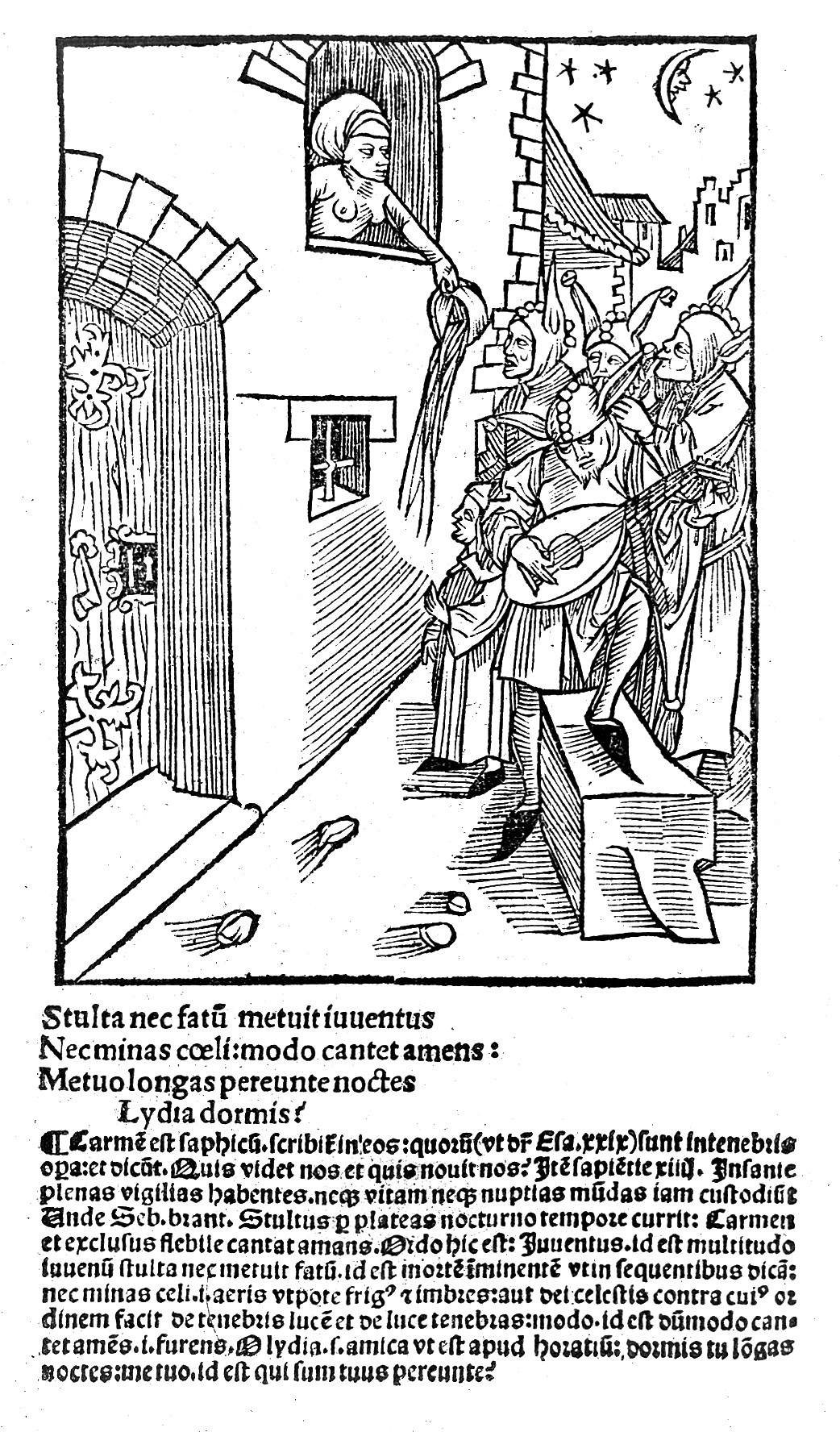
Une femme asperge des musiciens de nuit
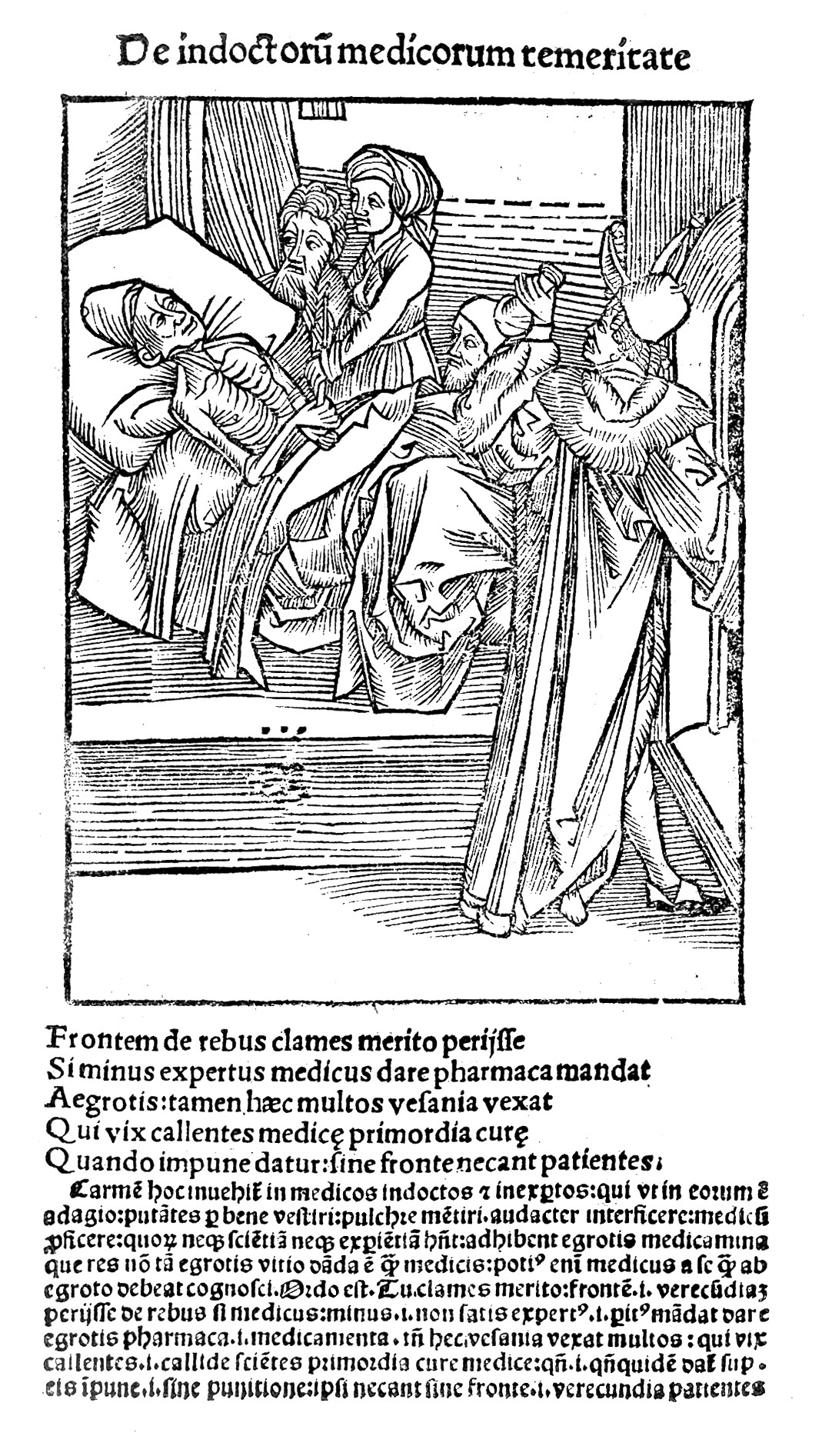
Séance d'uroscopie
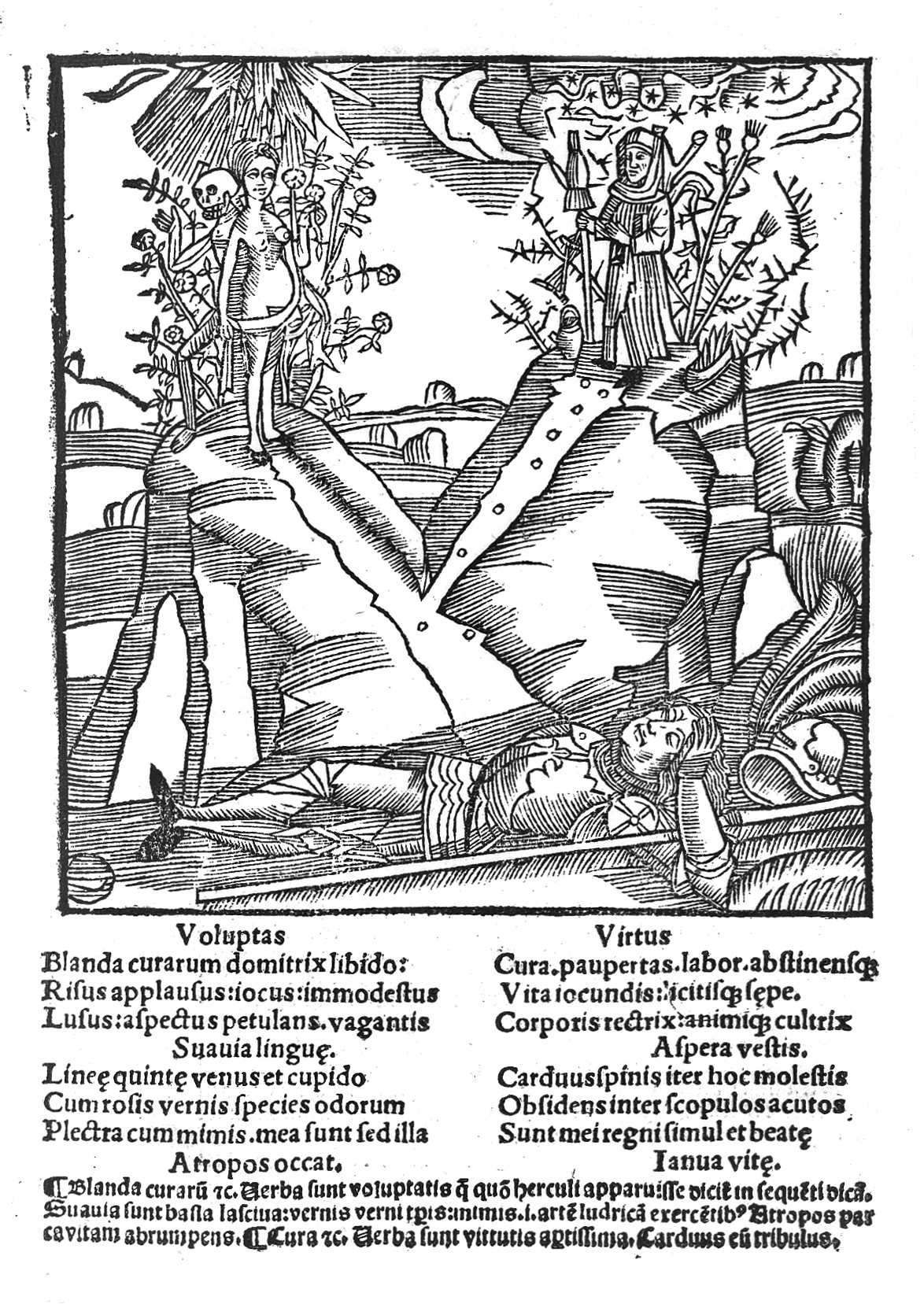
Hercule rêvant aux plaisirs